# Jan Joachim Czech
Jan Joachim Czech (ur. 29 sierpnia 1888 w Cyganowicach, zm. 1 stycznia 1955 w Starym Sączu) – pedagog, poeta, kompozytor.

## Życiorys
Urodzony 29 sierpnia 1888 w Cyganowicach (obecnie część Starego Sącza) w rodzinie Ignacego (1851–1909) i Ludwiki z Górskich (1851–1924). W czasie I wojny światowej służył w armii austriackiej. W 1929 zdał egzamin w Konserwatorium Muzycznym we Lwowie. W latach 30. pracował jako nauczyciel Publicznej Szkoły Powszechnej w Starym Sączu. Założył i prowadził orkiestrę symfoniczną Towarzystwa Szkoły Ludowej.
W czasie okupacji niemieckiej był aresztowany, potem pod ps. Paweł działał w konspiracji i zajmował się tajnym nauczaniem. Po II wojnie światowej był szkolnym nauczycielem śpiewu (m.in. w Państwowym Liceum Pedagogicznym w Starym Sączu).
Pozostawił po sobie bogaty zbiór ponad 1600 utworów muzycznych, w tym m.in. najbardziej znaną kolędę Hej, ponad regle oraz operetki „Królowa walca”, „Suity ludowej Ziemi Sądeckiej” i oratorium „Golgota”. Ponadto był autorem dramatu Na ryterskim zamku, a także kilkuset wierszy i innych form literackich.
Pochowany został na Starym Cmentarzu w Starym Sączu (sektor 5-1-13). Na płycie pomnika wypisano słowa jednej z jego piosenek A choć czas się minie – Jaśkowa śpiewka zostanie.
Był mężem Antoniny z Orkiszów (1893–1958).

## Ordery i odznaczenia
- Srebrny Krzyż Zasługi (11 listopada 1936)[3]

## Upamiętnienie
Jego imieniem nazwany został odbywający się w Starym Sączu doroczny Wojewódzki Festiwal Zespołów Artystycznych.
Rok 2013 został ogłoszony w Mieście i Gminie Stary Sącz – Rokiem Jana Joachima Czecha.